# Chapeiry

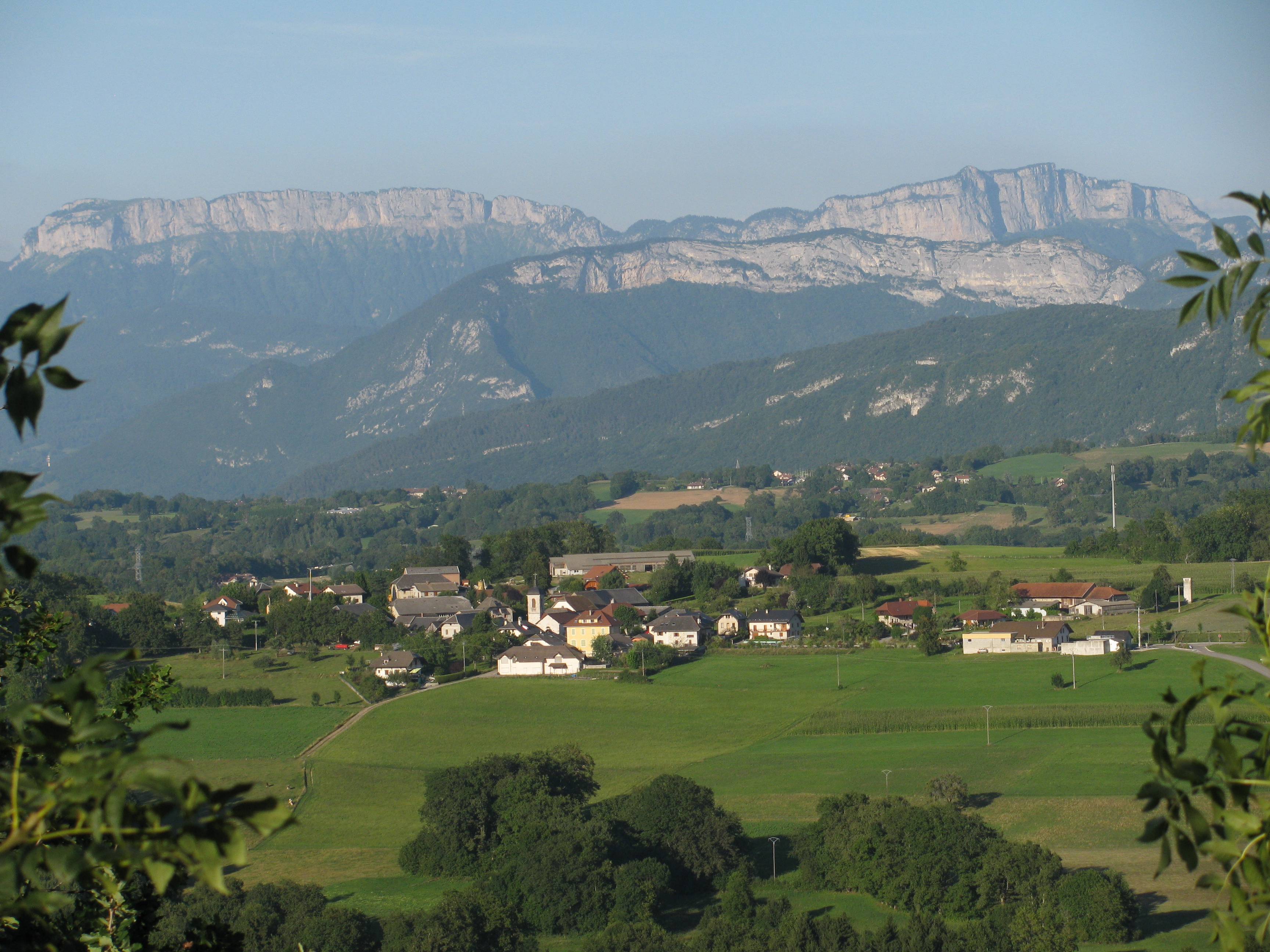
Panoramaaufnahme von Chapeiry (2013)

Chapeiry ist eine französische Gemeinde im Département Haute-Savoie in der Region Auvergne-Rhône-Alpes.

## Geographie
Chapeiry liegt auf 600 m, etwa zehn Kilometer südwestlich der Stadt Annecy (Luftlinie). Das Bauerndorf erstreckt sich an aussichtsreicher Lage im Alpenvorland westlich des Semnoz, auf dem Hochplateau des Albanais, östlich des Tals des Chéran.
Die Fläche des 5,76 km² großen Gemeindegebiets umfasst einen Abschnitt des Albanais. Auf drei Seiten (im Westen, Süden und Osten) wird das Gebiet von Tälern der Seitenbäche des Chéran eingerahmt. Gegen diese Täler senkt sich das Plateau von Chapeiry allmählich ab. Nach Norden erstreckt sich das Gemeindeareal über das Plateau bis an den Fuß der Höhe Les Lanches. Hier wird mit 625 m die höchste Erhebung von Chapeiry erreicht.
Zu Chapeiry gehören neben dem eigentlichen Ortskern mehrere Weilersiedlungen und Gehöfte, darunter: 
- Scionda (540 m) an einem nach Westen geneigten Hang unterhalb des Dorfes
- Vésine (560 m) auf der Südabdachung des Plateaus

Nachbargemeinden von Chapeiry sind Marcellaz-Albanais und Montagny-les-Lanches im Norden, Seynod im Osten, Viuz-la-Chiésaz und Alby-sur-Chéran im Süden sowie Saint-Sylvestre im Westen.

## Geschichte
Im 16. Jahrhundert wird der Ort als Chappeirie urkundlich erwähnt. Im Lauf der Zeit wandelte sich der Name über Chapéry und Chapairy zu Chapeiry. Der Ortsname geht auf den gallorömischen Geschlechtsnamen Capparius zurück und bedeutet so viel wie Landgut des Capparius (Cappariacum).

## Sehenswürdigkeiten
Die Dorfkirche Saint-Martin geht ursprünglich auf eine karolingische Kirche zurück, die später mehrfach umgebaut und restauriert wurde. Im Chor sind vorromanische Teile erhalten.

## Bevölkerung
| Jahr                       | 1962 | 1968 | 1975 | 1982 | 1990 | 1999 | 2006 |
| Einwohner                  | 261  | 256  | 304  | 397  | 543  | 597  | 732  |
| Quellen: Cassini und INSEE |      |      |      |      |      |      |      |

Mit 982 Einwohnern (Stand 1. Januar 2022) gehört Chapeiry zu den kleinen Gemeinden des Département Haute-Savoie. Im Verlauf des 19. und 20. Jahrhunderts nahm die Einwohnerzahl aufgrund starker Abwanderung kontinuierlich ab (1861 wurden in Chapeiry noch 314 Einwohner gezählt). Seit Beginn der 1970er Jahre wurde jedoch dank der schönen Wohnlage wieder eine deutliche Bevölkerungszunahme verzeichnet.

## Wirtschaft und Infrastruktur
Chapeiry war bis weit ins 20. Jahrhundert hinein ein vorwiegend durch die Landwirtschaft geprägtes Dorf. Daneben gibt es heute verschiedene Betriebe des lokalen Kleingewerbes. Mittlerweile hat sich das Dorf auch zu einer Wohngemeinde entwickelt. Viele Erwerbstätige sind Wegpendler, die in den größeren Ortschaften der Umgebung und im Raum Annecy ihrer Arbeit nachgehen.
Die Ortschaft liegt abseits der größeren Durchgangsstraßen, ist aber von der Hauptstraße N201, die von Annecy nach Aix-les-Bains führt, leicht zu erreichen. Weitere Straßenverbindungen bestehen mit Montagny-les-Lanches, Marcellaz-Albanais und Alby-sur-Chéran. Der nächste Anschluss an die Autobahn A41, welche das Gemeindegebiet durchquert, befindet sich in einer Entfernung von rund 11 km.